# Abdulah Gegić
Abdulah Gegić (Novi Pazar, 19 marzo 1924 – Novi Sad, 21 giugno 2008) è stato un allenatore di calcio e calciatore jugoslavo.

## Carriera
Nel 1966 guidò il Partizan fino alla finale di Coppa dei Campioni, dove venne sconfitto dal Real Madrid. In seguito continuò la carriera in Turchia, allenandovi diversi club nei due decenni seguenti.

## Palmarès

### Allenatore

#### Competizioni nazionali
- Coppa di Turchia: 1

Eskişehirspor: 1970-1971
- Supercoppa di Turchia: 1

Fenerbahçe: 1975